# Tecla de Lentini
Tecla da Lentini (Lentini, ?-10 de enero de 264) fue una mujer romana, considerada la fundadora de la iglesia cristiana en la ciudad de Lentini (Sicilia) y propagadora del culto a los mártires Alfio, Cirino y Filadelfio. Es venerada como santa en la Iglesia católica.

## Biografía
Tecla era una rica cristiana de Lentini, Sicilia (hoy parte de Italia), que conoció de persona a los mártires Alfio, Cirino y Filadelfio, por quienes, según la tradición, fue curada de una parálisis. Cuando los tres jóvenes fueron encarcelados, durante la persecución de Decio, Tecla, junto a su prima Justina, pagaba a la guardia romana para obtener permiso de visitarlos. Luego del martirio de los hermanos, siempre con el dinero, la joven compró los cuerpos de los mártires y les dio sepultura. Al finalizar las persecuciones, Tecla construyó un templo en honor de los tres mártires, se dedicó a la organización de la Iglesia en la ciudad, colocando como obispo de la misma al recién convertido al cristianismo Neófito. Tecla murió el 10 de enero de 264 de muerte natural.

## Culto
Tecla es considerada una de las columnas de la Iglesia de Lentini, por su ardua labor en favor del establecimiento y organización del cristianismo en la ciudad, como tal ha recibido culto inmemorial, aceptado por la Iglesia católica. Se representa como una joven que en una de sus manos sostiene la cruz, mientras que en la otra sostiene la Iglesia, símbolo también de los fundadores. Si bien no murió mártir, su culto se difundió en la isla. A ella se dedicó un templo en el barrio de Santa Venera de la ciudad de Lentini, el cual fue destruido durante el terremoto de 1693. Actualmente se venera de especial modo en las ciudades de Lentini (de la cual es patrona) y Carlentini. Su fiesta se venera el 10 de enero.